# Hippasa lamtoensis
Hippasa lamtoensis là một loài nhện trong họ Lycosidae.
Loài này thuộc chi Hippasa. Hippasa lamtoensis được Dresco miêu tả năm 1981.